# フアン・カルロス・ブルバーノ
フアン・カルロス・ブルバーノ（Juan Carlos Burbano de Lara Torres、1969年2月15日 - ）は、エクアドルの元サッカー選手。元エクアドル代表。ポジションはミッドフィールダー。

## 来歴
1996年にエクアドル代表デビュー。エクアドルとして初の出場となった2002 FIFAワールドカップのメンバーにも選ばれた。エクアドル代表で19試合に出場した。

## 代表歴

### 出場大会
- エクアドル代表
  - 2002 FIFAワールドカップ

### 試合数
- 国際Aマッチ 19試合 0得点（1996年-2002年）[1]

| エクアドル代表 | 国際Aマッチ | 国際Aマッチ |
| 年             | 出場        | 得点        |
| -------------- | ----------- | ----------- |
| 1996           | 4           | 0           |
| 1997           | 3           | 0           |
| 1998           | 0           | 0           |
| 1999           | 0           | 0           |
| 2000           | 2           | 0           |
| 2001           | 8           | 0           |
| 2002           | 2           | 0           |
| 通算           | 19          | 0           |